# Wisner (Nebraska)
Wisner es una ciudad ubicada en el condado de Cuming en el estado estadounidense de Nebraska. En el Censo de 2010 tenía una población de 1170 habitantes y una densidad poblacional de 426,17 personas por km².

## Geografía
Wisner se encuentra ubicada en las coordenadas 41°59′17″N 96°54′50″O / 41.98806, -96.91389. Según la Oficina del Censo de los Estados Unidos, Wisner tiene una superficie total de 2.75 km², de la cual 2.67 km² corresponden a tierra firme y (2.64%) 0.07 km² es agua.

## Demografía
Según el censo de 2010, había 1170 personas residiendo en Wisner. La densidad de población era de 426,17 hab./km². De los 1170 habitantes, Wisner estaba compuesto por el 97.86% blancos, el 0.09% eran afroamericanos, el 0.09% eran amerindios, el 0.17% eran asiáticos, el 0% eran isleños del Pacífico, el 0.17% eran de otras razas y el 1.62% pertenecían a dos o más razas. Del total de la población el 1.37% eran hispanos o latinos de cualquier raza.